# Tata (stacja kolejowa)
Tata (węg. Tata vasútállomás) – stacja kolejowa w miejscowości Tata, w komitacie Komárom-Esztergom, na Węgrzech.
Stacja została otwarta wraz z 92 km linią z Budapesztu (dworzec Kelenföld) do Újszőny (obecnie Komárom) 15 lipca 1884.

## Linie kolejowe
- Linia kolejowa 1 Budapest–Hegyeshalom–Rajka